# 2021年仙游县2019冠状病毒病聚集性疫情
2021年仙游县2019冠状病毒病聚集性疫情是指自2021年9月上旬起在中华人民共和国福建省莆田市仙游县爆发的2019冠状病毒病聚集性疫情。2021年9月10日，仙游县发现6例核酸检测阳性人员，经研判疫情源头疑似为一新加坡入境人员导致的传染链条，后经福建省疾控中心基因测序，初步判定为德尔塔毒株。之后疫情传染链不断扩大，除莆田市外的泉州市、厦门市、漳州市亦出现关联感染者。截至9月20日，此轮疫情共有409人确诊。

## 各地确诊情况
自9月10日发现首个病例以来，截至9月20日8时，福建省累计报告本土阳性感染者367例，其中14岁及以下儿童患者92人。确诊病例中，危重症1例（在莆田学院附属医院治疗），重症4例（莆田学院附属医院1例，厦门大学附属第一医院杏林分院3例）。
9月23日，据新华社报道，莆田、泉州、漳州社会面已无新增确诊病例；厦门感染者来源发生结构性变化，绝大多数都在隔离范围内，社区传播基本阻断。

### 莆田市
2021年9月10日，莆田市仙游县应对新冠肺炎疫情工作指挥部办公室发布通报称，当日8时，仙游县发现6例核酸检测阳性人员，经专家研判疫情源头疑似为一新加坡入境人员林某杰导致的传染链条。9月11日，莆田市人民政府新闻办公室召开新闻发布会通报，截至11日16时，此次疫情累计报告核酸阳性24例，其中6例确诊、18例无症状感染者。
自8月26日以来，本轮莆田市本土疫情已至少传播五代。仙游县有三条主要感染链，分别是林某杰孩子所在的枫亭镇铺头小学、林某杰妻子工作的协胜鞋厂以及林某杰家族。此次疫情已经波及莆田仙游10所学校的师生，分别是铺头小学、枫亭中心小学、启蒙幼儿园、南大门幼儿园、霞街北门幼儿园、枫亭镇步行街幼儿园、山头小学、前埔小学、耕丰小学、枫江中学。此轮疫情疑似源头新加坡入境者林某杰表示，他于8月4日从新加坡回国后，隔离期按照疫情防控要求全部履行完成，其间三次核酸检测结果均为阴性。在28天的隔离期结束后，他本人有且只有一次出门与人接触，系9月5日前往福建泉州市泉港区一亲戚家吃饭，之后都在仙游县枫亭镇内活动。而他结束居家隔离后，其妻子吴某某（系协胜鞋厂员工）出现咳嗽、鼻塞等感冒症状，当时他一家以为只是普通感冒并未就医。而协胜鞋厂的聚集性传播属于跨楼层传播，原因是员工午餐时间会聚集就餐。其密接工友陈女士表示，他们同一车间有4个组，一组大概有40人左右，员工的工作区域间隔都在一米之外，只是偶尔会有走动说话，事发前员工工作时一般都不会佩戴口罩。在林某杰的妻子查出阳性后员工才戴口罩工作，当时员工认为吴某某开始患流感。
9月20日，莆田市疫情防控发布会透露，秀屿区19日出现3例医疗群组无症状感染，分别是医院120急救车驾驶员及其岳母、医院护士。涉及感染医院已实行封闭管理，暂停医疗服务。
9月23日下午，莆田市首批8名确诊患者治愈出院。

### 泉州市
9月12日，泉州市卫健委通报新增2例感染者，两人均在莆田市仙游县枫亭村协胜鞋厂上班，居住地均在泉港区界山。同日下午，泉州市泉港区通报，该区已确认4例阳性，其中确诊病例3例、无症状感染者1例，其工作地和感染地均为莆田市。
9月13日，鲤城区防控新型冠状病毒感染的肺炎疫情应急指挥部发布通告，通告称经市、区疾控中心复核，确定潘某某为阳性病例，感染地和工作地均在厦门。
9月19日，泉州市新闻发布会通报新增确诊病例3例，均在安溪县。首例新增病例有厦门旅居史，后引发家庭聚集性感染，3例新增病例已全部用负压车辆转运至厦门定点收治医院集中隔离治疗。此外，晋江市新增2例阳性感染者，与阳性感染者廖某轩活动轨迹有交集。

### 厦门市
9月12日，厦门市同安区通过对莆田市仙游县枫亭镇等中高风险地区来厦人员进行筛查，发现一名来厦人员核酸检测阳性。经核实，该人员是莆田市报告病例的密切接触者。同日，厦门大学附属第一医院在例行开展的主动筛查中发现，第三方公司后勤服务一人员核酸检测结果阳性。截至9月13日18时，厦门市累计报告确诊病例12例（普通型8人，轻症型4人）。其中与莆田输入病例吴某某有关联的感染者10人，均为确诊病例；厦门市第一医院例行核酸检测中发现阳性人员系外包第三方物流服务公司人员，后经测序比对与厦门市同安区首例确诊病例吴某某的病毒基因高度同源。
厦门确诊病例中，其重要传染链来自于同安区晨明工艺有限公司。根据此前当地通报的情况，经专家研判，从9月6日到12日检出核酸阳性期间，吴某某接触的车间作业及管理人员较多。
9月26日，国务院联防联控机制综合组福建工作组流调队专家马会来表示，厦门市疫情聚集性特征明显，同安区报告病例占全市病例数88%以上，其他区病例数维持在个位数。同安区内病例主要集中在新民镇，占全区病例数的82%。湖里区连续2天、海沧区连续4天、思明区连续6天无新增病例。翔安区和集美区在多轮全员筛查中均未发现感染者。

### 漳州市
9月16日凌晨，漳州台商投资区发现1例核酸检测阳性患者，该患者9月15日下午6时因喉咙痛、低烧就诊漳州某医院发热门诊，经复核，核酸检测阳性。根据患者的流行病学史、临床表现及实验室检测结果，初步判定为确诊病例。

## 确诊病例及数据

### 每日新增感染者数字及相关数据
下文中所列的新增感染者数字包括确诊病例和无症状感染者，如当日有无症状感染者转为确诊病例，则不重复计入。
| 截止日期 | 莆田市 | 泉州市 | 厦门市 | 漳州市 | 全省当日合计 | 全省累计 | 其他资料及参考 |
| -------- | ------ | ------ | ------ | ------ | ------------ | -------- | --- |
| 9-10     | 5      | 0      | 0      | 0      | 5            | 5        | 4人来自同一家庭；另1人为同学 |
| 9-11     | 35     | 2      | 0      | 0      | 37           | 42       | 莆田报告15名感染者均为铺头小学学生；8名感染者均为协胜鞋厂员工；境外输入确诊病例林某杰一家四口均被确诊 泉州通报新增感染者均在莆田市仙游县枫亭村协胜鞋厂上班，居住地均在泉港区界山镇                                                               |
| 9-12     | 27     | 5      | 1      | 0      | 33           | 75       | 莆田报告11名均为协胜鞋厂员工；另有多名学生被通报确认感染，包括铺头小学、南大门幼儿园、启蒙幼儿园、枫亭中心小学等 泉州通报新增感染者中，5人均在仙游县枫亭村上班 厦门新增感染者为中高风险地区确诊病例密接人员                                      |
| 9-13     | 13     | 3      | 32     | 0      | 48           | 123      | 莆田报告2名均为协胜鞋厂员工；另有多名学生被通报确认感染 泉州新增确诊病例均与仙游县枫亭村相关 |
| 9-14     | 24     | 5      | 13     | 0      | 42           | 165      | 莆田报告2名均为协胜鞋厂员工；另有多名来自耕丰小学、枫亭中心小学、铺头小学、霞街北门幼儿园、南大门幼儿园的学生被通报确认感染 泉州新增4例感染者住址均在泉港区界山镇，另有1例住址在鲤城区，工作场所为厦门晨明工艺有限公司，为厦门确诊病例的关联病例 |
| 9-15     | 29     | 2      | 8      | 0      | 39           | 204      | 莆田报告10名均为协胜鞋厂员工；另有10名学生被通报确认感染 泉州新增2例感染者住址均在泉港区界山镇 |
| 9-16     | 34     | 1      | 31     | 1      | 67           | 271      | 莆田报告7名均为协胜鞋厂员工；另有9名学生被通报确认感染 泉州新增1例感染者住址在泉港区界山镇 厦门报告感染者住址均在同安区 漳州报告感染者住址为漳州台商投资区万益学府，在厦门市同安区湖里工业园穆玛服饰有限公司工作                                 |
| 9-17     | 15     | 0      | 8      | 2      | 25           | 296      | 莆田报告3名均为协胜鞋厂员工；另有5名学生被通报确认感染 厦门报告感染者中，6人住址为同安区，另2人分别为思明区和海沧区 漳州报告感染者与此前通报的感染者系同一家庭                                                                                   |
| 9-18     | 4      | 0      | 39     | 0      | 43           | 339      | 莆田报告2名均为协胜鞋厂员工；另1人工作地为祥麟鞋厂，1人为上浒小学学生 厦门报告感染者中，2人住址为思明区，1人为湖里区，其余均为同安区 |
| 9-19     | 7      | 5      | 16     | 0      | 28           | 367      | 莆田报告病例中，仙游县4例，秀屿区3例；仙游县确诊病例中3人为学生，秀屿区确诊病例中2人为医院职工，另1人为家属 泉州报告确诊病例为厦门、莆田关联病例 厦门报告感染者中，2人住址分别为思明区和海沧区，其余均为同安区                                   |
| 9-20     | 5      | 1      | 36     | 0      | 42           | 409      | 莆田报告病例中均来自仙游县 泉州报告确诊病例为此前通报确诊病例的亲属 厦门报告感染者均为同安区居民 |
| 9-21     | 2      | 0      | 11     | 0      | 13           | 422      | 莆田报告病例中均来自仙游县 厦门报告感染者中，2人住址分别为海沧区和湖里区，其余均为同安区 |
| 9-22     | 3      | 0      | 17     | 0      | 20           | 442      | 莆田报告病例中均来自仙游县 厦门报告感染者中，2人住址为湖里区，其余均为同安区 |
| 9-23     | 4      | 0      | 11     | 0      | 15           | 457      | 莆田报告病例中，仙游县2例，秀屿区2例 厦门报告感染者中，1人住址为湖里区，其余均为同安区 |
| 9-24     | 1      | 0      | 1      | 0      | 2            | 459      | 莆田报告病例来自秀屿区 厦门新增确诊病例系此前通报的确诊病例的密接人员 |
| 9-25     | 0      | 0      | 5      | 0      | 5            | 464      | 厦门新增确诊病例系此前通报的确诊病例的密接人员 |
| 9-26     | 0      | 0      | 2      | 0      | 2            | 466      | 厦门新增确诊病例，居住地分别在集美区和同安区祥平街道 |
| 9-27     | 0      | 0      | 2      | 0      | 2            | 468      | 厦门新增确诊病例，居住地分别在集美区杏林街道和同安区新民镇 |
| 9-28     | 0      | 0      | 3      | 0      | 3            | 471      | 厦门新增确诊病例，2例在同安区，1例在思明区 |
| 9-29     | 0      | 0      | 0      | 0      | 0            | 471      | |
| 9-30     | 0      | 0      | 0      | 0      | 0            | 471      | |
| 10-1     | 0      | 0      | 0      | 0      | 0            | 471      | |
| 10-2     | 0      | 0      | 1      | 0      | 0            | 472      | 厦门新增确诊病例在集中隔离点隔离期间发现，为确诊病例的密接人员 |

## 溯源调查与分析
9月11日，莆田市人民政府新闻办公室召开新闻发布会通报，已将本次疫情19个相关病例的标本送省疾控中心进行基因测序，采取溶解曲线法进行快筛，结果初步判定为德尔塔毒株。
9月12日，国家卫健委工作组在讨论中作出了疫情初步判断，此次疫情疑似源头林某杰在完成14+7天的集中隔离之后，8月26日开始实行7天的居家健康监测，此时林某某开始向家人传播。而此次疫情首先在学校发现，低年龄儿童感染较多，且儿童没有注射疫苗。工作组专家判断此次疫情形势严峻复杂，后续在社区、学校、工厂等人群中继续发现病例的可能性高，疫情存在外溢的风险。
9月17日，在福建省政府新闻发布会上，福建省疾控中心表示56例阳性感染者均为Delta变异株。
9月19日，经专家组研判分析，厦门疫情起源是外市输入病例，在工厂等人群密集场所暴发和扩散，在首次报告病例前已经传播2-3代，导致疫情严峻和复杂。厦门市组织对阳性样本进行基因测序，检出28份样本，均为德尔塔变异株，且高度同源，属于同一传播链条。

## 救治与康复工作
9月14日，莆田市应对新冠肺炎疫情工作指挥部副指挥长、医疗救治组组长蔡国萍14日在新闻发布会上透露，莆田全部确诊病例采取中西医结合方法进行诊疗，并采取“一例一案”进行救治，按“四集中”原则全面开展救治工作。莆田市指定莆田学院附属医院集团下的肺科医院作为定点收治医院，可容纳525张床位。治疗上，莆田实行主管医师24小时负责制。驻点医院的国家级、省级专家每天深入病房查房，每天早上定期组织召开国家、省、市三级专家联动病例讨论会，联合会诊后制定个体化治疗方案，在诊治过程中根据患者病情变化及时调整优化治疗方案，并注重开展多学科诊治，发挥中医药优势，辨证施治。针对不同年龄段患者则采取不同的辅助治疗方法。厦门市则成立了涵盖呼吸、重症、外科、儿科、内分泌、影像科、心内科等专业的救治团队，由国家、省、市级专家共同组建的团队查房会诊，及时讨论病人的病情进展并调整救治策略，“一人一策”，中西医施治。泉州也采取了中西医结合、心理疏导、多学科会诊的治疗方法。
在莆田，因此次疫情低龄患者较多，且依据疫情防控规定确诊患者收治期间不允许有陪护，莆田定点收治医院制定了治疗、护理、关怀和抚慰方案，为患者提供具有卡通主题的病房，在病房和走廊墙壁上张贴各类卡通装饰物、卡通图画；同时设置爱心图书角，发动职工募集了200多本儿童读物供患者阅读；每日亦会为小朋友赠送营养餐；成立安心援助心理小组，制订相关心理工作方案，组建心理援助热线团队，开通心理援助热线。
福建省、省内各市以及国家、其他省市区派出医务人员赴疫区参与医疗救治工作，其中派驻莆田的国家级专家、福建省级中医和西医专家有200多人，莆田（中国）健康产业总会抗疫援莆医疗队集结全国200名医护驰援莆田。厦门市已统筹派出医务人员近千人，紧急支援重点疫区同安区，其中大部分是采样人员。福建省已协调福州、三明、龙岩、南平、宁德等地市派出增援力量抵达厦门。

## 反应与影响

### 福建省
疫情发生后，中共福建省委书记尹力于10日晚赴莆田指导部署防控工作；11日上午，尹力、省长王宁与莆田、仙游和泉州等地视频连线，听取有关地方和部门工作汇报并对防控莆田疫情提出要求。同日，尹力主持召开福建省应对新冠肺炎疫情工作领导小组会议，要求以“快”字当头做好防控工作。同日晚，国家卫健委副主任李斌率国务院联防联控机制综合组福建工作组抵闽指导莆田疫情防控工作。

#### 地区风险
9月11日，莆田市人民政府新闻办公室召开新闻发布会通报，首批通报感染者住所仙游县枫亭镇秀峰村、耕丰村、九社村、兰友社区、霞街社区为中风险地区，仙游县枫亭镇铺头社区、麟山村为高风险地区。
在此轮疫情中，漳州市唯一中风险地区漳州台商投资区福龙社区在9月30日调整为低风险地区后，全域均为低风险；而泉州市于10月4日宣布最后2个中风险地区调整为低风险地区后，全域均为低风险；疫情首发地莆田市在10月7日全域转为低风险；厦门市则在10月7日21时全域转为低风险，至此福建省中高风险地区清零。
| 市     | 县级行政区     | 街道（及范围）                                                          | 调整日期 |
| ------ | -------------- | ----------------------------------------------------------------------- | --- |
| 莆田市 | 仙游县         | 枫亭镇                                                                  | 全域调整为高风险：9月12日 部分地区由高风险调整为低风险：9月23日、9月25日、10月1日、10月2日、10月4日 部分地区由高风险调整为中风险：9月27日 部分地区由中风险调整为低风险：9月28日、9月29日、10月1日、10月2日 |
| 莆田市 | 仙游县         | 郊尾镇后沈村                                                            | 低风险→中风险：9月12日 中风险→低风险：9月27日 |
| 莆田市 | 仙游县         | 赖店镇象岭村                                                            | 低风险→中风险：9月12日 中风险→低风险：10月1日 |
| 莆田市 | 仙游县         | 园庄镇大埔村                                                            | 低风险→中风险：9月12日 中风险→低风险：9月28日 |
| 莆田市 | 仙游县         | 郊尾镇宝坑村                                                            | 低风险→中风险：9月17日 中风险→低风险：9月29日 |
| 莆田市 | 仙游县         | 赖店镇锦田村顶厝自然村                                                  | 低风险→中风险：9月17日 中风险→低风险：9月28日 |
| 莆田市 | 仙游县         | 鲤南镇横塘村富力院士廷8幢                                               | 低风险→中风险：9月17日 中风险→低风险：9月28日 |
| 莆田市 | 仙游县         | 鲤南镇仙安社区以八二五南街213号为中心的区域                             | 低风险→中风险：9月17日 中风险→低风险：9月28日 |
| 莆田市 | 仙游县         | 鲤南镇西埔社区温泉东路2250号锦行车行以前门为中心左、右、后侧各500米范围 | 低风险→中风险：9月17日 中风险→低风险：9月28日 |
| 莆田市 | 仙游县         | 园庄中学                                                                | 低风险→中风险：9月17日 中风险→低风险：10月1日 |
| 莆田市 | 仙游县         | 度尾镇仙竹村                                                            | 低风险→中风险：9月18日 中风险→低风险：10月1日 |
| 莆田市 | 仙游县         | 园庄镇枫林村                                                            | 低风险→中风险：9月18日 中风险→低风险：10月1日 |
| 莆田市 | 仙游县         | 园庄镇园庄社区                                                          | 低风险→中风险：9月18日 中风险→低风险：10月2日 |
| 莆田市 | 秀屿区         | 笏石镇笏西路以东，北埔路以西，兴秀路以南，大营路以北的区域内            | 低风险→中风险：9月20日 中风险→低风险：10月7日 |
| 莆田市 | 秀屿区         | 笏石镇以阳光幼儿园为中心的区域                                          | 低风险→中风险：9月20日 中风险→低风险：10月3日 |
| 莆田市 | 秀屿区         | 笏石镇荔港大道（笏石段）以东，秀郊路以西，东圳水渠以南区域              | 低风险→中风险：9月24日 中风险→低风险：10月3日 |
| 莆田市 | 秀屿区         | 笏石镇荣府一品小区                                                      | 低风险→中风险：9月25日 中风险→低风险：10月3日 |
| 泉州市 | 泉港区         | 界山镇东丘村                                                            | 低风险→中风险：9月12日 中风险→低风险：9月27日 |
| 泉州市 | 泉港区         | 界山镇鸠林村                                                            | 低风险→中风险：9月14日 中风险→低风险：10月1日 |
| 泉州市 | 泉港区         | 界山镇界山村顶府自然村                                                  | 低风险→中风险：9月15日 中风险→低风险：9月30日 |
| 泉州市 | 安溪县         | 龙涓乡长新村                                                            | 低风险→中风险：9月20日 中风险→低风险：10月4日 |
| 泉州市 | 晋江市         | 陈埭镇苏厝村和平北路145-149号、213号、230-232号                         | 低风险→中风险：9月20日 中风险→低风险：10月4日 |
| 厦门市 | 同安区         | 新民镇                                                                  | 全域调整为高风险：9月23日 高风险→低风险：10月7日 |
| 厦门市 | 同安区         | 西柯镇官田洋一里                                                        | 低风险→中风险：9月17日 中风险→低风险：10月1日 |
| 厦门市 | 同安区         | 大同街道碧岳村                                                          | 低风险→中风险：9月23日 中风险→低风险：10月3日 |
| 厦门市 | 同安区         | 大同街道古庄顶布房里                                                    | 低风险→中风险：9月23日 中风险→低风险：10月3日 |
| 厦门市 | 同安区         | 祥平街道凤岗社区                                                        | 低风险→中风险：9月23日 中风险→低风险：10月7日 |
| 厦门市 | 同安区         | 祥平街道阳翟社区                                                        | 低风险→中风险：9月23日 中风险→低风险：10月7日 |
| 厦门市 | 同安区         | 祥平街道西湖社区山坪里                                                  | 低风险→中风险：9月23日 中风险→低风险：10月7日 |
| 厦门市 | 同安区         | 五显镇布塘村                                                            | 低风险→中风险：9月23日 中风险→低风险：10月5日 |
| 厦门市 | 思明区         | 中华街道仁安社区部分区域                                                | 低风险→中风险：9月17日 中风险→低风险：10月1日 |
| 厦门市 | 思明区         | 开元街道后江社区福满家园小区                                            | 低风险→中风险：9月17日 中风险→低风险：10月1日 |
| 厦门市 | 海沧区         | 嵩屿街道水云湾小区                                                      | 低风险→中风险：9月21日 中风险→低风险：10月4日 |
| 厦门市 | 湖里区         | 江头街道吕岭社区彩虹花园小区                                            | 低风险→中风险：9月23日 中风险→低风险：10月5日 |
| 漳州市 | 漳州台商投资区 | 福龙社区                                                                | 低风险→中风险：9月18日 中风险→低风险：9月30日 |

#### 检疫安排
9月14日，仙游县发布通告，枫亭镇全体居民严格实行居家隔离，后于17日再发通知，居家隔离期间也要佩戴口罩。泉州市亦对新发现的病例采取严格的管制措施，管控区域人员原则上实行居家隔离。9月20日，4名安溪县龙涓乡籍人员因擅自离开居家隔离场所且未佩戴口罩，被防疫人员查获并强行移送集中隔离点自费隔离。
9月20日，福建省政府召开疫情防控情况新闻发布会上介绍，截至9月19日24时，莆田、泉州、厦门、漳州四地已追踪并落实集中隔离29355人，已设置集中隔离点（隔离酒店）296个，准备隔离房间35691间。
考虑到隔离检疫对象涉及低龄儿童，当局安排拟隔离低龄儿童与父母或家人1名同居一室，以缓解紧张情绪。同时，社区建立楼层微信群等线上渠道，由一同隔离的老师们线上安抚，给儿童作心理疏导，并为有需要的儿童提供奶粉、牛奶等营养品，还会提供符合适龄儿童的益智玩具、图书、棋牌和零食。当局亦会向低龄儿童提供健康知识，开展健康相关活动。

#### 核酸检测
疫情发生以来，福建开展多轮核酸检测。9月12日，仙游县应对新型冠状病毒感染肺炎疫情工作指挥部发布关于全员核酸检测的通告，首轮全员核酸检测自此启动。9月14日，厦门、莆田在全市范围内启动全员核酸检测。泉州市泉港区从界山镇等重点区域开始，逐步扩大至全区全员核酸检测，并于9月14日顺利完成第一轮全员核酸检测筛查。截至9月19日，仙游县枫亭镇已完成8轮全员核酸检测，仙游县其他地区已完成3轮全员核酸检测，莆田市全市完成2轮全员核酸检测，厦门市同安区完成2轮全员核酸检测，泉州市泉港区已完成1轮全员核酸检测，厦门全市完成2轮全员核酸检测。9月22日，安溪县宣布启动全员核酸检测。
此外，厦门已在多个区设置移动核酸检测实验室，数量超过20个，其中包括蓝鲸号移动核酸检测实验室、火眼实验室和“猎鹰号”气膜实验室。
在教育系统方面，9月12日，福建省教育厅、省卫生健康委员会联合印发《关于进一步做好秋季学期学校疫情防控工作的通知》，要求各级各类学校原则上在9月19日前组织全体师生员工完成新一轮核酸检测工作。截至9月16日18时，福建省教育系统已完成核酸检测师生701万人、完成比例82.2%，莆田、厦门、泉州已全面完成师生核酸检测。

#### 日常生活

##### 莆田市
9月12日，莆田市应对新型冠状病毒感染肺炎疫情工作指挥部发布通告称，全市暂停棋牌室、影剧院、网吧、台球厅、歌厅、酒吧、博物馆、图书馆、健身场所、培训机构等有关室内公共场所的运营活动，在莆人员原则上非必要不离开当地，如因就医、特定公务等确需出入的，须持48小时内核酸检测阴性证明。
9月18日，仙游县发布通告，全县村（居）、小区实行闭环管理；所有公园、景区、健康步道、室内外体育场馆（场地）、娱乐场所、网吧、电影院、培训机构、足浴洗浴场所、公共温泉营业场所等暂停对外开放；除枫亭镇等封控区外，所有商场、超市、农贸市场等基本生活物资供应场所要采取限流管控措施；全县各餐饮单位（包括酒楼、酒店、餐馆等）取消堂食，只接受外卖打包服务；暂停大型促销、演出活动；全县养（敬）老院、福利院实行封闭管理。
9月19日，城厢区应对新型冠状病毒感染肺炎疫情工作指挥部发布通告，明确全区居民小区（村）实行闭环管理。临时封闭小区外联通道，只保留一个出入口，其他所有通道、走廊、店面及可向小区内通行的房屋后门全部临时封闭，形成一个闭环；全区所有公园、景区、宗教场所、民俗场所、民间信仰点、室内外体育场馆（场地）、娱乐游乐场所、足浴洗浴场所、公共温泉营业场所等暂停对外开放；暂停游园、灯会、庙会、花会、集市、民俗、民间信仰、文艺演出、广场舞等群众性活动；全区各餐饮单位（包括酒楼、酒店、餐馆、食堂、咖啡店、饮品店、小吃店等）提倡外卖打包服务。
9月20日，秀屿区各餐饮单位（包括酒楼、酒店、餐馆、食堂、咖啡店、饮品店、小吃店、超市、便利店等）取消堂食，接受外卖打包服务。
10月5日晚，莆田市应对新冠疫情工作指挥部发布通告，自10月7日起原划定的仙游县、秀屿区“封控区、管控区、防范区”将全部解除。10月8日起，莆田将有序开放包括“妈祖故里”莆田市湄洲岛在内的旅游景区，并要求同一时间段接待人数控制在最大承载量的75%；博物馆、图书馆、青少年宫等各类公共场所有序营业或开放，公共场所将严格实施限流、预约、错峰，工作人员应完成全过程疫苗接种（未完成的应及时补种），定期开展核酸检测；全市有序恢复线下教学；商场、超市、农贸市场、宾馆、酒店、理发店、影剧院、健身场所、游泳池、体育场馆（场地）等室内场所以及餐饮场所堂食有序恢复营业。
10月7日起，莆田市原划定的“封控区、管控区、防范区”全部解除，当地将逐步恢复正常生产生活秩序。

##### 泉州市
9月13日，泉港区全区棋牌室、电影院、网吧、台球厅、KTV、图书馆、健身场所、培训机构暂停营业；所有餐饮服务单位一律不得提供堂食，采取“无接触”外卖服务。
9月14日，泉港区新型冠状病毒感染的肺炎疫情应急指挥部发布2021年第7号通告，决定对全区实行封控管理。其中，界山镇界山村港华小区、兆成小区、东丘自然村、顶府自然村，界山镇鸠林村港西自然村、南庄自然村划为封控区，实行“区域封闭、足不出户、服务上门”；其余地区划为管控区，管控区域居民只进不出。
9月19日，丰泽区、安溪县、晋江市相继发布通告，对辖区内局部区域实行封闭管理、交通管制。
10月1日起，泉港区全域封控区、管控区、防范区全部解除，所有班线客车、农村客车以及公交线路恢复运营，区外涉及中高风险区域的公共交通暂停。棋牌室、影院、网吧、歌厅、酒吧、台球厅、博物馆、图书馆、健身场所、培训机构、宗教场所等有关室内公共场所的运营活动有序开放。

##### 厦门市
9月13日，厦门发布通告，全市居民小区（村）实行闭环管理，各级党政机关、事业单位实行弹性工作制；全市范围内暂停中秋博饼、民间信仰、文艺演出等群众性活动；实行“红事”缓办、“白事”简办；暂停各类大规模群体性聚餐活动；暂停棋牌室、影剧院、网吧、歌厅、酒吧、台球厅、博物馆、图书馆、健身场所、培训机构等有关室内公共场所的运营活动；零售药店出售治疗发热、咳嗽等相关药品实行实名制登记，顾客须凭身份证实名登记和购买。
9月18日，厦门发布通告，要求全市居民小区（村）实行闭环管理，外来人员未经批准不得进入小区（村）；除抗疫等特种车辆外，其他外来车辆一律禁止出入小区（村）；快递、外卖等实行“无接触”配送，物品统一放置到小区（村）指定的存放处。通告还要求居民非必要不外出，倡导居家办公、弹性工作等灵活工作方式。根据第10号通告要求，全市所有公园、景区、山海健康步道、宗教场所、民俗场所、民间信仰点、室内外体育场馆（场地）、娱乐游乐场所、足浴洗浴场所、公共温泉营业场所等暂停对外开放；全市范围内暂停游园、灯会、庙会、花会、集市、民俗、民间信仰、文艺演出、广场舞等群众性活动；全市养老院、福利院实行封闭管理，人员不得进出；暂停医疗机构探视，非必要不陪护；全市所有商场、超市、农贸市场等基本生活物资供应场所在同一时段的接待量不得超过最大承载量的30%；公共交通工具实行限流、开窗运行。第11号通告则要求，全市各餐饮单位（包括酒楼、酒店、餐馆、食堂、咖啡店、饮品店、小吃店、超市、便利店等）取消堂食，接受外卖打包服务；禁止任何餐饮服务提供者（含单位食堂）和个人举办任何形式的群体性活动等。此外，厦门全市范围内暂停举办展览、商业性会议、展销及各类线下拍卖等聚集性现场活动；企业实行封闭管理，员工上下班应“两点一线”，采用班车、自驾等方式通勤。当日15时，鼓浪屿各景点关闭。受疫情影响，中秋节假期的鼓浪屿由于关闭了游客通道，仅有岛上1万多居民、工作人员和商家，大多数处于居家状态。此前鼓浪屿景区每年中秋节假日期间游客客流量可达到饱和，民俗入住率为100%。各级政府工作人员和社区工作者下沉到基层社区和志愿者也一起做疫情防控的相关工作。
9月22日起，厦门大学全面实行封闭式管理，在校内住宿学生不得出校，全面实行线上教学，居住校外教师原则上不进入校园。9月23日起，校内实验室关闭。
9月25日，厦门市文旅局表示，厦门市旅行社暂停组接团业务并做好游客退订、退费工作。而即将迎来的国庆节假期由于疫情风险尚未解除，游客暂时无法在厦门旅游。
10月5日起，因此次疫情得到缓和，厦门思明区、湖里区、集美区、海沧区、翔安区（各区除封控区、管控区外）的公园、景区、山海健康步道、体育场馆（场地）的户外区域有序恢复开放，并采取严格的防控措施。10月6日起，思明区、湖里区、集美区、海沧区、翔安区的影剧院、博物馆、图书馆、健身场所、室内体育场馆（场地）等室内场所及餐饮场所堂食有序开放。首批恢复开放的景区包括植物园、胡里山炮台、园博苑、鳌园、老院子、天竺山森林公园和翔安香山公园；鼓浪屿历史文化陈列馆、鼓浪屿汇丰银行旧址、鼓浪屿丹麦大北电报公司旧址、中山公园、钟鼓索道等游览点、凌云玉石博物馆、双龙潭生态运动景区、英雄三岛战地观光园等景区则将于6日起开放。

##### 漳州市
9月18日，漳州发布通告，全市范围内暂停民间信仰、文艺演出等群众性活动；实行“红事”缓办、“白事”简办；暂停各类群体性聚集活动；暂停棋牌室、影剧院、网吧、歌厅、酒吧、台球厅、博物馆、图书馆、健身场所、培训机构等有关室内公共场所的运营活动。漳州市实行分区精准防控，对封控区实行“区域封闭、足不出户、服务上门”；对管控区实行“人不出区、严禁聚集”；对防范区实行“强化社会面管控，严格限制人员聚集”。全市居民小区（村）实行闭环管理，严格落实“测温、亮码”措施，减少人员流动。

#### 停工停产
莆田疫情发生后，当地的制鞋业受到严重影响，制鞋厂均已暂停营业，所有员工居家隔离，鞋类私营门店也已关闭。除工人工资以外，一些工厂还将面对库存和销售等压力，大多数订单受疫情影响取消。此外，莆田快递大面积因疫情出现停摆。
9月18日，同安区应对新冠肺炎疫情工作指挥部发布2021年第12号通告，自9月19日起除涉及保障城乡运行必需、疫情防控必需、群众生活必需和其他涉及重要国计民生及特殊情况急需生产的企业外，其余所有企业一律停产；除涉及重大民生工程、安全生产及应急抢救任务或其他确实需要继续施工的项目外，其余所有建设工地一律停工。

#### 学校教育
9月13日起，莆田市中小学幼儿园暂停线下教学。泉港区全区中小学校全部停课，实行线上教学。同日，福建省教育厅召开会议，明确军训、开学典礼等大型聚集性活动一律停止或取消，鼓励采取线上方式开展必要的大型教育活动。
9月14日起，厦门市属中小学、幼儿园、中职学校改为线上教学。
9月15日起，泉州市高等院校、中职学校（含技工学校）全部转为线上教学；9月17日起，泉州市中小学、幼儿园全面转为线上教学。
9月17日起，漳州市中职学校、中学暂缓入校，转为线上教学，具体返校时间另行通知；小学、幼儿园继续暂缓入校，实行线上教学。
9月28日，泉州市教育系统新型冠状病毒感染的肺炎疫情防控工作领导小组发布通知，泉州市各县（市、区）原则上待泉州全域降为低风险地区，经属地防控疫情应急指挥部同意后，采取分区、分期、分批形式组织学生返校恢复线下教学；涉疫地区及与厦门、莆田交界的区域要经专家研判、属地防控疫情应急指挥部同意后，确定具体恢复线下教学时间。恢复线下教学前，师生员工须提供48小时内核酸检测阴性证明。
10月，随着本轮疫情得到控制，莆田市宣布该市从10月11日至18日分三批组织学生返校。厦门市教育局决定自10月8日开始，思明、湖里、集美、海沧、翔安等五区的高三年段有序恢复线下教学；后续厦门市统筹安排位于同安区的学校以及其他各区学校的其他年段恢复线下教学。厦门大学解除封闭式管理，食堂恢复提供堂食；运动场等户外场所，教室、图书馆等室内公共场所，有序开放，10月11日起恢复线下教学。

#### 交通应对
9月11日起，仙游县两客一危、公交、出租车（含网约车）车辆全部暂停营运、仙游汽车站关闭；枫亭镇封闭地区禁止车辆进入，途经车辆必需绕行；枫亭高速路口允许车辆出高速进仙游、禁止车辆进高速；仙游站停止办客。翌日，莆田市应对新型冠状病毒感染肺炎疫情工作指挥部发布通告称，在莆人员原则上非必要不离开当地，如因就医、特定公务等确需出入的，须持48小时内核酸检测阴性证明。
9月13日，惠安县新型冠状病毒感染的肺炎疫情应急指挥部发布通告，全县所有公交线路暂停运营。泉港区除政府指定及疫情防控工作和就医外，所有班线客车、农村客车以及公交线路全部停运。
9月14日零时起，厦门市发布通告，民众确需离开厦门的，须凭健康码绿码并持有48小时内核酸检测阴性证明。同日，厦门暂停各长途汽车站发往省内外各地的所有客运班车。往来鼓浪屿与厦门岛之间的厦门轮渡亦对运行船班进行调整。在9月13日，游客日间进出岛船班减班，暂停邮轮中心厦鼓码头至鼓浪屿内厝澳码头航线，暂停市民环鼓航线；至9月19日除轮渡码头—钢琴码头市民航线保持营运外，其余航线均暂停运行。当日下午17时起，同安区内公交线路以及途经同安区的进出岛线路、岛外跨区线路共70条常规公交线路及2条BRT快线暂停运行。
9月16日18时起，厦门市同安区应对新冠肺炎疫情工作指挥部发布通告，同安区域内所有人员禁止离开同安，人员、车辆只进不出；因公务、抗疫、救护、救援及重要国计民生保障等特殊情况需要的车辆，可凭通行证从限定路口通行。因疫情防控需要，厦门站、厦门北站始发的部分车次取消。
9月18日起，漳州市发布通告，自当日起，离漳人员须凭健康码绿码并持有48小时内核酸检测阴性证明。同日，厦门市应对新冠肺炎疫情工作指挥部发布通告，市内公共交通工具实行限流、开窗运行。同日上午11时起，厦门轨道交通1号线镇海路站、中山公园站关闭，列车运行区间缩短至将军祠站。
9月23日，厦门发布通告，明确中高风险地区、同安区重点防范区域内人员原则上不得离厦，其他地区人员非必要不离厦。必要离厦人员除需来自低风险地区，持有健康码绿码和48小时内核酸检测阴性证明外，还需全程接种疫苗，无发热、咳嗽等症状，且需在“i厦门”微信公众号申请离厦登记码。直至全市中高风险地区清零后恢复正常流动。同日，厦门轨道交通2号线江头站️关闭。
10月1日，厦门地铁镇海路站、中山公园站恢复运营。
10月2日，莆田市将“封控区、管控区、防范区”三区内设立的各种查验点（交通卡口）全部撤除。10月4日全面取消全市国省道、高速公路出入口的疫情查验点，恢复正常交通通行。
10月6日起，厦门轮渡逐步恢复市民及游客航线，地铁江头站恢复运营。
10月7日，厦门市应对新冠肺炎疫情工作指挥部宣布，自21时起，撤除离厦通道通行查验点，在厦人员离厦不再查验48小时内核酸检测阴性证明。

#### 社会支援
9月15日，莆田市应对新型冠状病毒感染肺炎疫情工作指挥部社会捐助组向全社会发出捐助倡议。消息传出后，福建省内企业发起捐款助力抗疫，包括三棵树、正荣集团、新万鑫、巨岸集团、国圣食品等莆田本地企业，深圳市莆田商会、仙游商会、厦门太古可口可乐、三峡集团、才子集团、恒安集团、劲霸男装旗下劲心劲意健康科技公司、柒牌集团等。
一些在省外的福建籍人士通过捐款捐物等多种形式支援抗疫，福建籍侨胞也录制了小视频，为家乡祈福加油，同时也为家乡人民送上诚挚的中秋祝福。

#### 其他
9月18日，泉州市、漳州市均表示，各级党政机关、事业单位、国有企业工作人员中秋假期期间正常上班。
9月19日，福建省文旅厅组织省属文艺院团和省美术馆等文艺单位充分利用各单位官方微信公众号、抖音号等网络平台，开展“云赏闽韵”中秋国庆期间福建省属文艺单位系列展演展览活动，推出有关展演。

### 中国内地其他城市
福建省作为人口流动大省，特别是与浙江省温州市、广东省潮州市人员往来及物流进出频繁，外溢输入风险极高，因此上述城市宣布启动更严格的防疫措施。其中潮州市暂时关停全市范围内酒吧、KTV等密闭场所，严格控制景区、电影院等场所活动人流量，非必要不举办各类大型聚集性活动，非必要不出省、不离市。疫情发生后，中国内地多地发布通知，非必要不前往福建省或涉疫地区。
9月11日，广东省四会市发布通告，由于四会市玉器行业从业人员与福建省莆田市来往密切，当局决定从9月11日至9月13日暂停珠宝玉器卖场线下经营，并对8月26日以来从福建莆田市来（返）四会人员及其家属和有密切来往的人员进行核酸检测。
9月15日，因仙游县枫亭镇一确诊病例密切接触者（系确诊病例父亲，已集中隔离）曾于9月10日在温州市瓯海区新桥街道三浃、金蟾社区多点驻留，新桥街道新冠肺炎疫情防控办在三浃、金蟾社区开展全员核酸检测。上述两社区共采样检测24699人，检测结果均为阴性。
9月19日，温州苍南县发现一名来自福建泉州的密切接触者，该密切接触者与相关人员在接受调查过程中隐瞒行程，已被立案处罚。
9月20日，福建省政府召开疫情防控情况新闻发布会。会上通报，截至9月19日19时，福建省共排查出本省疫情发生地流出人员194628人，均依法落实集中隔离、居家隔离以及健康监测、核酸检测等健康管理措施。截至9月20日上午8时，中国内地其他地区没有出现福建疫情相关病例。

### 香港特别行政区
9月11日，因应福建省发生本土疫情，香港特区政府宣布陆续暂停来自福建省莆田市全市、泉州市泉港区界山镇、厦门市思明区及同安区的香港居民回港免检疫安排。不过香港特区政府的行动较澳门政府反應慢18小時，因而此举遭到香港医学界的批评。香港大学感染及传染病中心总监何栢良质疑，特区政府应更快实施熔断机制，即时收紧来自涉事区域的“回港易”安排；呼吸系統科專科醫生梁子超亦对此发表相同观点。

### 澳门特别行政区
9月10日晚上11時，澳門特区政府宣佈自9月11日零時起，所有曾到過福建省莆田市仙遊縣的入境人士，須在指定地點接受隔離檢疫。
截至9月21日，澳门新型冠状病毒感染应变协调中心要求在14天内曾到过以下地区的人士，须在入境时或其他须出示时在澳门健康码上如实作出相应申报及接受相应的防疫措施，离开当地21天内出现任何疑似新冠病毒感染疑似症状人士须立即就医及接受核酸检测：
- 莆田市全市
- 厦门市全市
- 泉州市泉港区、丰泽区东海街道、安溪县龙涓乡、晋江市陈埭镇
- 漳州市漳州台商投资区

10月14日，澳门新型冠状病毒感染应变协调中心宣布自10月15日0时起，取消曾经到过福建省莆田市，厦门市，泉州市的泉港区、丰泽区东海街道、安溪县龙涓乡，晋江市陈埭镇，漳州市漳州台商投资区须按照卫生当局的要求在指定地点接受医学观察或健康码变为黄码及须接受自我健康管理的措施。

## 相关争议

### 疑似源头病例转阳原因
据媒体公开报道，此次疫情疑似源头为9月10日确诊的新加坡返莆人员林某杰，该病例8月4日入境后，21天集中隔离期间，经9次核酸检测及1次血清检测，结果均为阴性。及后于8月26日回家接受健康監測，但他仍將病毒傳予家人，至9月10日进行检测，结果为陽性，属于“超长潜伏期”病例。但专家认为，该病例是否因为病毒本身改变而形成，还难以确定。中国疾控中心副主任冯子健此前分析指出，核酸检测由阴转阳存在多方面原因，包括少见的长潜伏期病例，也可能是核酸检测试剂敏感性存在问题，或者密切接触者在隔离期间被感染。9月16日，在国务院联防联控新闻发布会上，中国疾控中心免疫规划首席专家王华庆称，林某杰有非常大可能性是在隔离期间感染上的。香港呼吸系統科專科醫生梁子超認為，該宗案或屬潛伏期特別長的個案，亦可能是在檢疫期間受到交叉感染，又或者是其病毒只停留在下呼吸道，多次檢測亦無法找到病毒，真正感染原因有待政府調查。
而在隔离期满后再被确诊的病例在中国大陆并非首例。2020年2月，云南红河州曾通报过一例：该患者经14天隔离期满后又过7天才因病发而进一步确诊。2021年8月25日，扬州市蜀冈-瘦西湖风景名胜区城北街道瘦西湖福苑小区一位居民在之前的21天内经历了10次核酸检测，直至第11次才呈阳性确诊。8月26日，云南瑞丽一例本土病例经26天13次核酸检测，在最后一次检测中才最终确诊。

### 疑似源头病例家人遭网暴
疫情发生后，疑似源头林某杰一家人遭到网暴，同时收到许多人的谩骂与诅咒。事后他在接受媒体采访时表示，希望民众对他的家人多一些理解和包容。